# 皮耶尔弗兰科·维亚内利
皮耶尔弗兰科·维亚内利（義大利語：Pierfranco Vianelli，1946年10月20日—），意大利男子自行车运动员。他曾代表意大利参加1968年夏季奥林匹克运动会自行车比赛，获得一枚金牌和一枚铜牌。